# تپه کوتی
تپه کوتی مربوط به سده‌های اولیه دوران‌های تاریخی پس از اسلام است و در شهرستان عسلویه، بخش مرکزی شهرستان عسلویه، روستای خره واقع شده و این اثر در تاریخ ۲۰ اردیبهشت ۱۳۸۶ با شمارهٔ ثبت ۱۹۰۶۱ به‌عنوان یکی از آثار ملی ایران به ثبت رسیده است.